# حمى المقصورة (فلم 2016)
حمى المقصورة (بالإنجليزية: Cabin Fever) هو فيلم رعب تم إنتاجه في الولايات المتحدة وصدر سنة 2016 بطولة ماثيو داداريو وجايج جوليغيتلي وهو عبارة عن إعادة صناعة لفيلم يحمل نفس الإسم صدر سنة 2002.

## القصة
تدور أحداث الفيلم حول مجموعة مكونة من خمسة أصدقاء يذهبون خلال دراستهم في الجامعة في عطلة نهاية الأسبوع لقضاء وقت ممتع معًا في سيارتهم المخصصة لتلك الرحلات، وخلال النزهة يتعرضون لهجوم مفاجيء من فيروس آكل للحوم.

## الميزانية والإيرادات
حقق الفيلم أرباح تقدر بـ 39,065 دولار فقط.

## وصلات خارجية
- مقالات تستعمل روابط فنية بلا صلة مع ويكي بيانات

- حمى المقصورة على IMDb

- حمى المقصورة على Rotten Tomatos